# Virginia Water Lake
Virginia Water Lake est un lac artificiel situé dans la partie sud du Windsor Great Park, à la limite entre le Surrey et le Berkshire. Il tient son nom d'un petit cours d'eau qui l'alimente.

## Histoire
Virginia Water Lake existe depuis au moins le XVIIe siècle, il semble qu'il ait été nommé en l'honneur d'Élisabeth Ire, la reine vierge, mais rien n'est certain. Des travaux y ont été commencés par William Augustus de Cumberland. Le lac originel était beaucoup plus petit mais il a été détruit par une inondation en 1768.
En 1780, Paul et Thomas Sandby commencèrent la construction d'un lac plus grand, terminé par une chute artificielle.
Le circuit autour du lac a une longueur de 7,2 km, il est pavé sur une moitié et est en terre naturelle sur l'autre pour permettre d'en faire une promenade agréable et facile pour les chaises à porteurs.
Durant la Seconde Guerre mondiale, le lac a été drainé pour éviter de servir de repère aux avions ennemis qui seraient venus viser les cibles stratégiques voisines autour de Windsor.
Le lac a servi plus récemment de cadre à certaines scènes des films de Harry Potter.

## Source
- (en) Cet article est partiellement ou en totalité issu de l’article de Wikipédia en anglais intitulé « Virginia Water Lake » (voir la liste des auteurs).